# Mooi Weer Op Straat
Mooi Weer Op Straat is een semi-professionele coverband uit Utrecht. Ze spelen covers van hedendaagse bekende musici, waaronder Goldband, Aviici, de Vengaboys, Stromae, Kenny B, De Staat, Outkast, De Jeugd van Tegenwoordig en Bruno Mars.
De band is opgericht in 2013 en werd in 2015 UITband van Utrecht tijdens de UITweek.

## Uitgebrachte muziek
Mooi Weer Op Straat levert eind 2018 een single af en later, halverwege 2022, een album.

### Single "Ey Oh"
In 2018 bracht Mooi Weer Op Straat de single Ey Oh uit, bedoeld als zomerhit. De clip werd opgenomen bij Strand Oog in Al (SOIA) met een 360 graden camera en een drone waarvan de beelden geprojecteerd zijn in het 360 beeld. De single Ey Oh is ook op Spotify te beluisteren.

### Album "Mooi Werk"
In de periode 2020-2022 werkte Mooi Weer Op Straat aan een album, getiteld 'Mooi Werk', waarop verschillende covers en medleys te horen zijn. De release van dit album vond plaats op Oerol festival juni 2022 en is sindsdien te koop waar de band optreedt.

## Bandleden
- Kasper van Dijk - gitaar
- Machiel de Vries - accordeon
- Sam Haug - cajon
- Jorik de Heij - saxofoon

## Voormalig bandleden
- Twan Kuijper - accordeon
- Sander Knepper - accordeon